# (22263) Pignedoli
(22263) Pignedoli (1980 RC) – planetoida z pasa głównego asteroid okrążająca Słońce w ciągu 3,79 lat w średniej odległości 2,43 j.a. Odkryta 3 września 1980 roku.